# Nemoguća misija 2 (2000.)
Nemoguća misija 2 (poznat i kao M:I-2 i Mission: Impossible 2) je američki akcijski film snimljen 2000. u režiji Johna Wooa. Predstavlja nastavak filma Nemoguća misija, odnosno drugi film iz istoimene serije. Tom Cruise u njemu ponovno tumači glavnu ulogu Ethana Hunta, agenta američke supertajne službe IMF, a čiji je zadatak zaustaviti bivšeg agenta IMF koji pokušava ucijeniti svijet smrtonosnim virusom.

## Radnja
Biokemijski stručnjak dr. Vladimir Nekorvič pošalje poruku IMF-u za agenta Ethana Hunta, svog starog prijatelja, s upozorenjem da ga je njegov poslodavac, farmakološka tvrtka Biocyte, natjerao da stvori biološku epidemiju kako bi zaradili od lijeka za istu. On dogovori sastanak s Huntom kako bi mu dostavio Chimera virus, te lijek, Bellerophon. Kako je Hunt na odmoru i nedostupan, IMF pošalje agenta Sean Ambrosea prerušenog u Hunta da se nađe s Nekorvičem u putničkom avionu. Ambrose se odmetne, ubije Nekroviča i ukrade Bellerophon nakon čega njegovi ljudi unište zrakoplov.
IMF komandant Swanbeck informira Hunta o okolnostima Nekorvičeve smrti i zaključe da je Ambrose odgovoran. Swanbeck zada Huntu da povrati virus i lijek, te da unovači Nyah Nordoff-Hall, profesionalnu kradljivicu koja je trenutno u Sevilji. Nakon novačenja i zavođenja Nyah, Hunt otkriva da je ona Ambroseova bivša djevojka i on je nevoljko nagovara da špijunira Ambrosea.
Hunt okupi svoj tim, kompjuterskog stručnjaka Luther Stickella i pilota Billy Bairda, u Sydneyu, Australija, gdje se nalaze laboratoriji Biocytea i gdje Ambrose boravi. Dok Hunt provjerava Biocyte, Nyah ponovo započinje vezu s Ambroseom i prenosi informacije Huntovom timu. Na konjskim utrkama Ambrose se nalazi s glavnim direktorom Biocytea, John C. McCloyem. On pokaže McCloyu memorijsku karticu s videom djelovanja Chimera virusa na jednog od Nekorvičevih suradnika nakon čega ucijeni McCloya sa surađuje s njim. Nyah ukrade memorijsku karticu i dostavi je Huntu. Oni saznaju da Chimera ima razdoblje od 20 sati kada je neaktivna prije nego što izazove smrt masivnim uništenjem crvenih krvnih stanica žrtve. Bellerophon može spasiti žrtvu samo ako se primjeni unutar tog razdoblja od 20 sati. Kada Nyah diskretno vrati memorijsku karticu Ambroseu on primijeti da se nalazi u krivom džepu njegove jakne.  
Huntov tim otme McCloya kako bi ga natjerali da im da Bellerophon. Međutim, jedine uzorke Bellerophona je uzeo Nekorvič i sada su kod Ambrosea, koji ima lijek ali nema virus. Nije znao da je Nekorvič samog sebe zarazio virusom kako bi ga iznio iz Biocytea. Ambrose namjerava razmjeniti uzorak Bellerophona s McCloyem za uzorak virusa. Huntov tim provali u Biocyte kako bi uništili virus prije razmjene. Ambrose, pretvarajući se da je Hunt, prevari Nyah da mu otkrije plan, nakon čega ju zarobi i provali u Biocyte kako bi osigurao virus. Hunt uspije uništiti sve osim jednog uzorka Chimere prije Ambroseove intervencije, nakon čega dođe do pucnjave koja kulminira padanjem uzorka virusa na pod između Hunta i Ambrosea. Ambrose naredi Nyah da uzme uzorak ali ona ga ubrizga u sebe čime spriječi Ambrosea da ju jednostavno ubije jer bi time uništio i virus. Nyah inzistira da ju Hunt ubije kako bi uništio virus ali on to ne želi učiniti. Ambrose odvede Nyah dok Hunt bježi iz laboratorija.
Ambrose oslobađa Nyah da luta ulicama Sydneya ošamućena, namjeravajući započeti epidemiju. On ponudi prodati Bellerophon McCloyu u zamjenu za dionice, kako bi postao većinski vlasnik Biocytea. Predivđa da će dionice Biocytea značajno skočiti zbog potražnje za Bellerophonom nakon epidemije Chimere. Hunt se infiltrira na sastanak i ukrade preostale uzorke Bellerophona. Dok Hunta progoni Ambrose sa svojim ljudima, Luther i Billy lociraju Nyah, koja je otišla do litica, namjeravajući se ubiti kako bi spriječila moguću epidemiju. Hunt ubija Ambroseove ljude ali Ambrose ga dostiže na plaži gdje ga Hunt pobjeđuje u brutalnom okršaju šakama. Dok preostaje samo malo vremena od 20 sati koje otkucava, Luther sustiže Hunta na plaži. Dok Hunt kreće dati kanister s Bellerophonom Lutheru, Ambrose se oporavlja i uperuje pištolj u Hunta. Hunt baci kanister Lutheru i skoči u stranu od Ambroseova pucnja istovremeno udarcem nogom podižući pištolj iz pjeska kojim konačno ubija Ambrosea. Luther daje Nyah injekciju Bellerophona na vrijeme da ju izliječi.
IMF očisti Nyahin kriminalni dosje te Hunt započinje odmor s njom u Sydneyu.

## Uloge
- Tom Cruise kao Ethan Hunt
- Thandie Newton kao Nyah Nordoff-Hall
- Ving Rhames kao Luther Stickell
- Dougray Scott kao Sean Ambrose
- Brendan Gleeson kao John C. McCloy
- Richard Roxburgh kao Hugh Stamp
- John Polson kao Billy Baird
- Rade Šerbedžija kao Dr. Nekorvič
- William Mapother kao Wallis
- Dominic Purcell kao Ulrich
- Mathew Wilkinson kao Michael
- Anthony Hopkins kao Swanbeck.[1]

## Vanjske poveznice
- Nemoguća misija 2 (2000.) na Box Office Mojo
- Interview with screenwriter Robert Towne  Arhivirana inačica izvorne stranice od 9. rujna 2009. (Wayback Machine)